# KT-1 (航空機)
KAI KT-1「雄飛」
KT-1
- 用途：基本練習機・COIN機
- 設計者：大韓民国国防科学研究所
- 製造者：韓国航空宇宙産業（KAI）

 ペルー SEMAN (Completely Knock Down)
- 運用者

  -  韓国（大韓民国空軍）
  -  インドネシア（インドネシア空軍）
  -  トルコ（トルコ空軍）
  -  ペルー（ペルー空軍）
- 初飛行：1991年12月12日
- 生産開始：1999年
- 運用開始：2000年
- 運用状況：運用中
- ユニットコスト：約800万ドル（1機当たり、KT-1P[1]）

KT-1「雄飛」（ウンビ、웅비）は、大韓民国で開発された基本練習機である。

## 開発
1988年、大韓民国空軍が運用中のジェット中等練習機T-37 トゥイートとレシプロプロペラ初等練習機T-41 メスカレロが老朽化を迎え、代替機の調達が懸案となった。当初はPC-7 Mk.IIの導入を計画したが主翼下パイロンをなくすなど一部能力を削減した機体の販売しか認められなかったため、韓国政府は韓国における航空産業自立の一環として後継機を国内開発することを決め、KTX-1の名で開発が始まった。
設計は国防科学研究所が行ない、大宇工業が試作を行った。
試作機は1991年12月12日に初飛行を行なったが、離陸後10分で計測装置が故障。その後も、試験飛行中に風防が脱落するなどの事故が相次いだが、1998年5月に初期量産機5機が完成。1999年から、大宇工業や大韓航空などが共同で設立した韓国航空宇宙産業（Korean Aerospace Industries、KAI）で量産が開始された。

## 設計
単発ターボプロップ機であり、低翼単葉、タンデム複座など機体の外形は現代のプロペラ練習機としては標準的なものである。
主翼は低翼配置・直線翼であり、大型の風防を装備している。ジェット練習機のT-37の後継でもあったため、プラット・アンド・ホイットニー・カナダ社製のターボプロップエンジンは950軸馬力と強力であり、風防貫通式のマーチンベーカーMk.16LF（US16LA）射出座席やエアブレーキも装備している。同じエンジンを搭載するPC-9と比べると、最初から軽攻撃機への発展を想定した設計になっているため一回りほど大きい。
主翼下には各2ヶ所、胴体下に1ヶ所の計5ヶ所にパイロンを装備することが可能で、各種武装を搭載することによってCOIN機としても運用が可能である。搭載可能な兵装としてHMP-250 12.7mm機関銃ポッドやMk.82 250kg爆弾、Mk.83 500kg爆弾、LAU-131 2.75inロケットがあるほか、増槽の搭載も可能である。

## 運用
2000年から韓国空軍への配備が始まり、訓練機が85機配備され、軽攻撃/戦場統制型のKA-1が20機配備された。他の同クラスの練習機と同様に、パイロット課程の初学者にとっては性能が高度すぎるため、空軍ではロシア製の軽飛行機であるIl-103練習機を前段階の初等訓練に併用している。なお、Il-103の後継としては、KT-1と同じくKAI製の国産機であるKC-100が充てられる予定である。

### 輸出
練習機型・COIN機型問わず、輸出も積極的に働きかけられている。
2001年にはインドネシア空軍にKT-1B 13機が6,000万ドルで輸出された。その後増加し17機を受領しているが、2020年12月7日までにそのうちの4機が墜落で失われている。
2007年にはトルコ空軍の次期新型練習機事業でKT-1が採用された。契約総額は約4億5,000万ドルで、36機（さらに最大19機のオプション）のKT-1とスペア部品が供給される。
2012年にはペルー空軍が採用を決定した。韓国とペルーの間で締結された戦略パートナーシップ条約に基づき、2億800万ドルでKT-1Pのライセンス生産を行う。2015年に韓国から輸入した4機とライセンス生産した16機の合計20機で、2017年4月7日までにEMB-312とMB339APを更新した。2012年時点で、KAIは中南米に今後10年で200機の潜在需要があるとしている。

## 要目
- 乗員：2名
- 全長：10.26m
- 全幅：10.60m
- 全高：3.74m
- 自重：2.1t

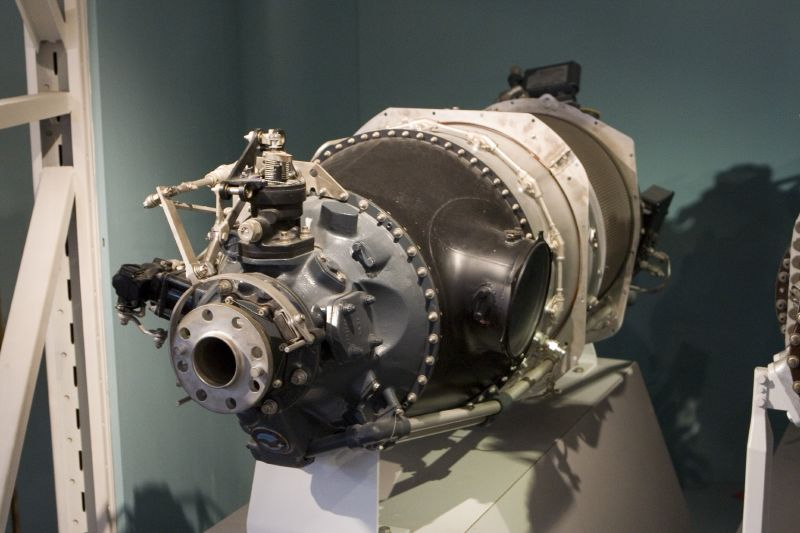
プラット&ホイットニー・カナダ PT6ターボプロップエンジン

- エンジン：プラット&ホイットニー・カナダ PT6A-62 ターボプロップエンジン 1基（推力：950軸馬力）
- 最大速度：574km/h[2]（648km/hという資料もある[6]）
- 航続距離：1,668km
- 最高高度：11,000m以上[6]

## 派生型

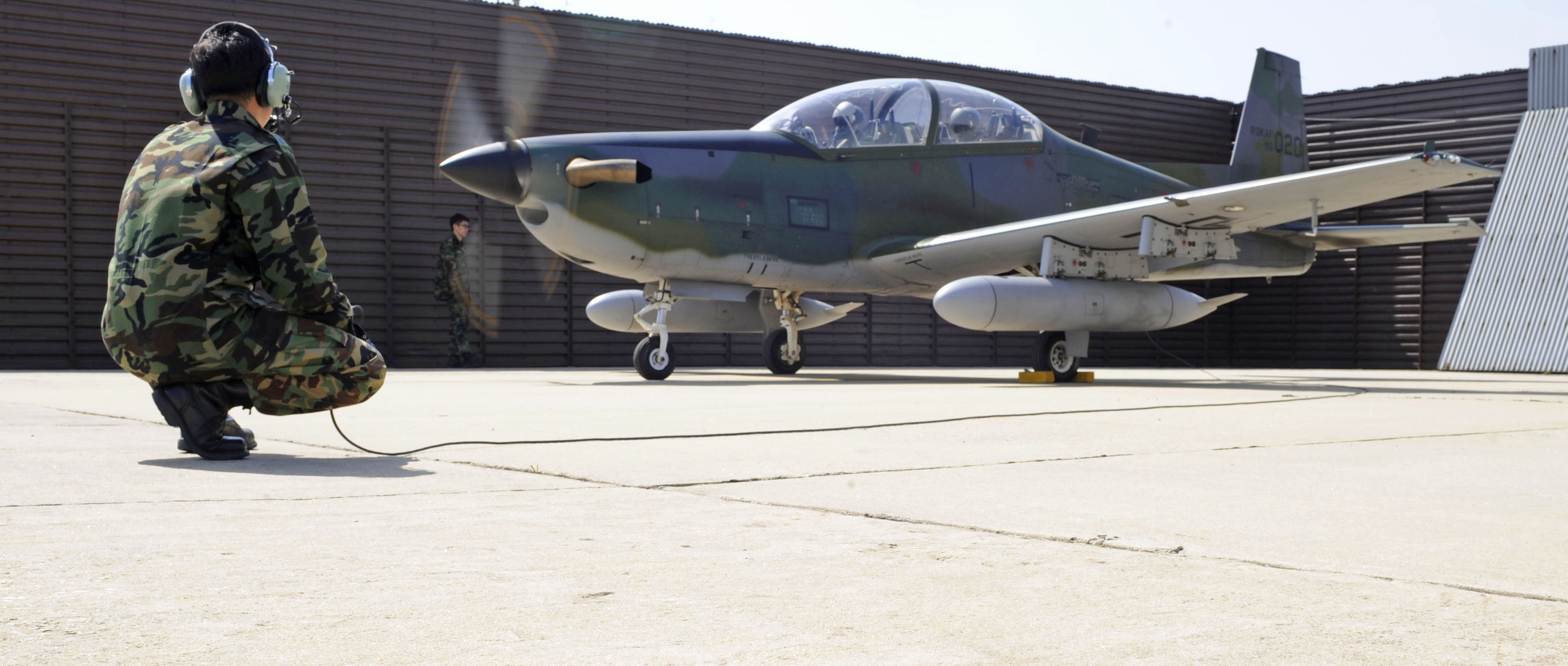
烏山空軍基地のKA-1（2010年）

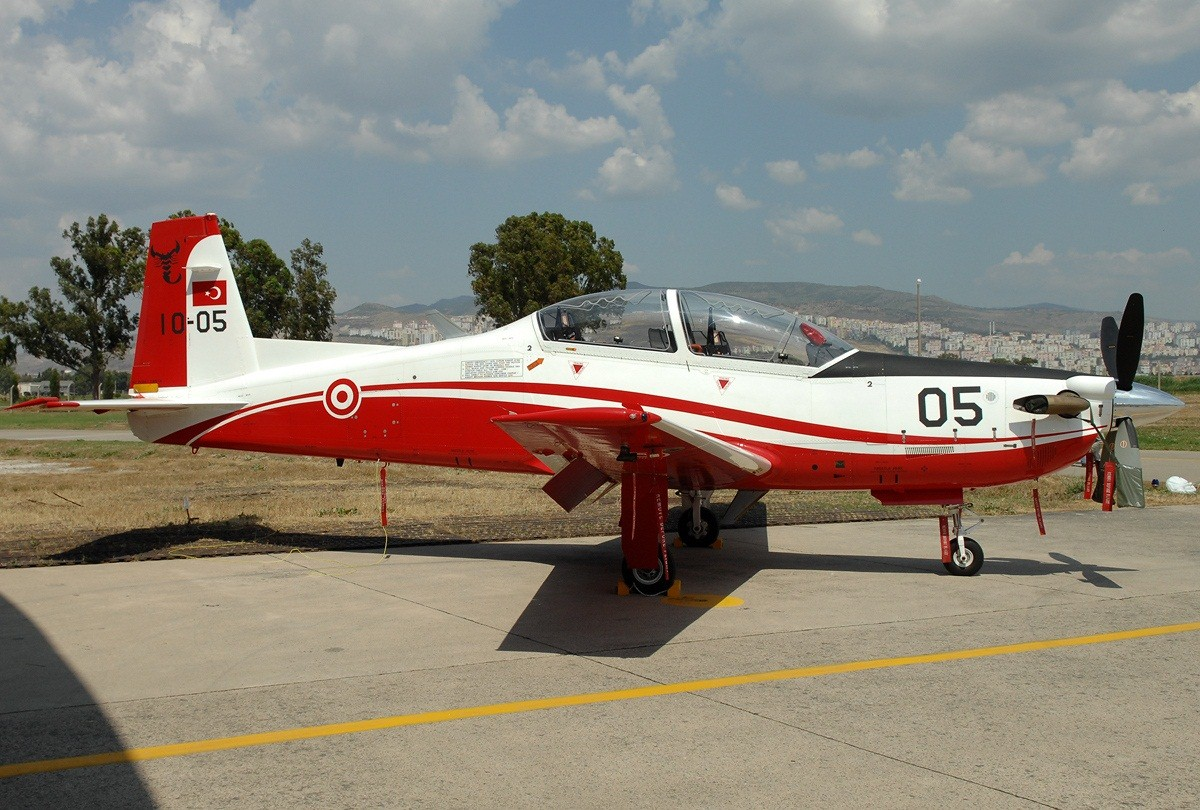
KT-1T

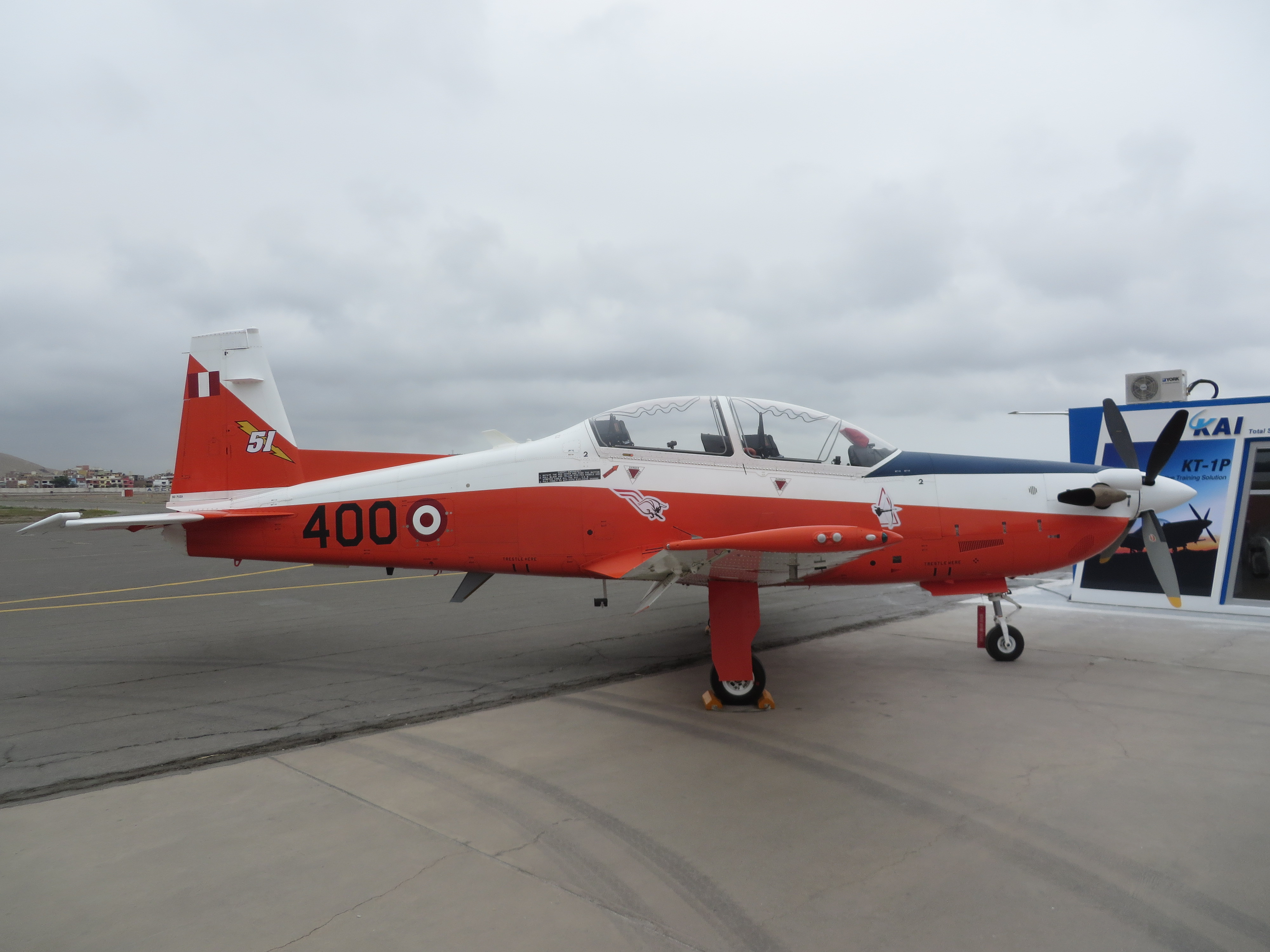
練習機塗装のKT-1P

KT-1
基本型の初等練習機。
KA-1
KT-1を元にしたCOIN機で当初はKO-1と呼ばれていた。主翼に計4ヶ所のパイロンがあり、増槽、爆弾など各種武装を装備可能。
KT-1B
インドネシア空軍向けの改良型。曲技飛行隊「ジュピターエアロバティックチーム」でも使用されている。2025年3月に、一部の機体をアップグレードする契約が結ばれている。
KT-1C
電子機器改良型。カナダのCMC エレクトロニクス社製のグラスコックピットや電子装備を搭載。軽攻撃型KO-1Cも開発中で、対麻薬戦用機としての売込みが予定されている。
KT-1T
トルコ空軍向け練習機。54機を調達予定。
KT-1Pトリト
ペルー空軍向け練習・COIN機。愛称の「トリト（Torito）」は「小型の野牛」を意味するスペイン語で、ペルー陸軍航空隊創設時の主力機であるNA-50から引き継いだ。飛行訓練と軽攻撃の両方に用いることができ、塗装も白と橙の2色による練習機塗装と迷彩塗装の2種類がある。合計で20機が製造され、ピスコ近郊の第51パイロット養成学校に配備された。